# 日宇站

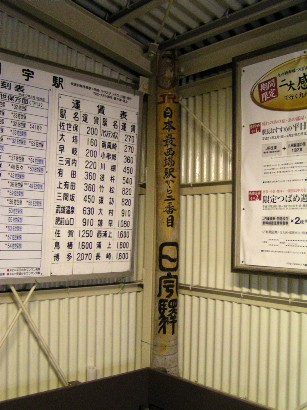
「JR 日本第二最西邊車站」紀念碑（2005年3月）

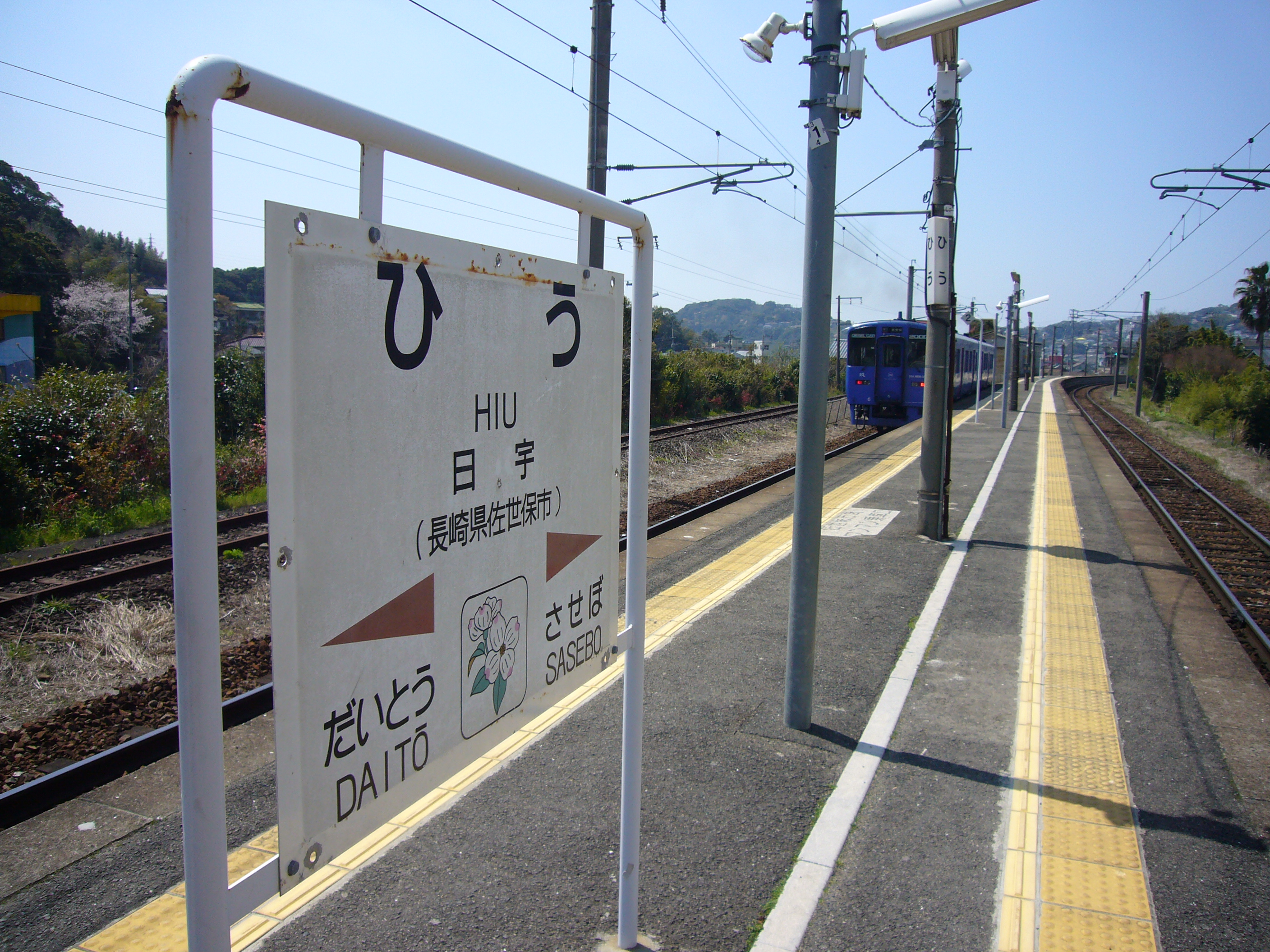
月台（2008年4月）

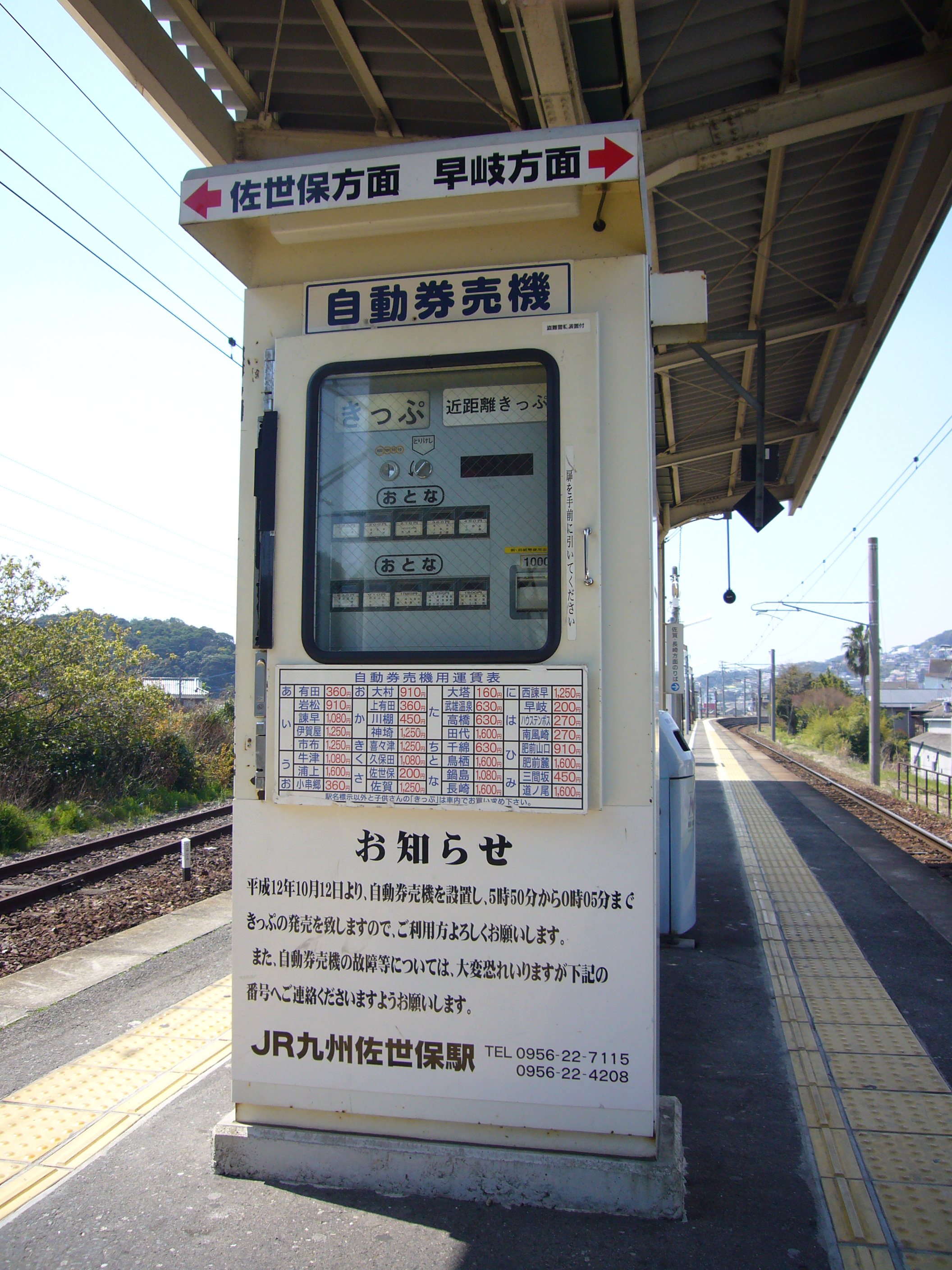
於月台上設置了自動售票機

日宇站（日语：／ Hiu eki */?）是位於長崎縣佐世保市日宇町682番7號，九州旅客鐵道（JR九州）的佐世保線車站。
此站可乘坐從早岐站直通的大村線列車。大部分列車會在早岐直通至大村線內，若前往佐世保線江北方向的乘客需要在早岐站轉乘列車。

## 車站構造
車站是一座地面車站，設有1面2線的島式月台。此站設有1條側線和候車室，月台與候車室之間設有行人隧道連接。
此站是無人車站。在月台上曾經設有簡易自動售票機，在改用磁式車票後，自動售票機遷移至候車室內。在候車室內部設有「JR 日本第二最西邊車站」紀念碑。

### 月台
| 月台 | 路線      | 上下行 | 方向       | 備註                                   |
| ---- | --------- | ------ | ---------- | -------------------------------------- |
| 1    | ■佐世保線 | 上行   | 早岐方向   | 大部分前往早岐更遠的列車會直通至大村線 |
| 2    | ■佐世保線 | 下行   | 佐世保方向 |                                        |

## 歷史
- 1910年12月26日：此站啟用。
- 1949年11月1日：開始車載貨物起卸業務[1]。
- 1971年10月20日：成為無人車站。
- 1987年4月1日：伴隨國鐵分割民營化，車站由九州旅客鐵道（JR九州）營運[2]。
- 2024年度：開始支援SUGOCA付款，並加設對應IC卡出、入閘的讀寫器[3]。

## 使用狀況
以下是車站每年度的每日乘車人數變化：
| 乘車人次變化 | 乘車人次變化 |
| 年度         | 1日平均人次  |
| ------------ | ------------ |
| 2000         | 168          |
| 2001         | 183          |
| 2002         | 219          |
| 2003         | 253          |
| 2004         | 270          |
| 2005         | 279          |
| 2006         | 252          |
| 2007         |              |
| 2008         |              |
| 2009         |              |
| 2010         | 299          |
|              |              |
| 2016         | 403          |
| 2017         | 417          |
| 2018         | 404          |
| 2019         | 419          |
| 2020         | 421          |
| 2021         | 366          |
| 2022         | 391          |
| 2023         | 445          |

## 相鄰車站
九州旅客鐵道（JR九州）
■佐世保線
佐世保－日宇－大塔
■大村線（佐世保站至早岐站之間為佐世保線）
■快速「Sea Side Liner」、■區間快速「Sea Side Liner」、■普通
大塔－日宇－大塔

## 外部連結
- JR九州日宇站 （页面存档备份，存于）（日語）